# Seiichi Makita
Seiichi Makita (巻田 清一 Makita Seiichi?), född 11 juli 1968 i Tokyo prefektur, är en japansk tidigare fotbollsspelare.
Makita började sin karriär 1991 i NTT Kanto. Efter NTT Kanto spelade han för Urawa Reds, Fujitsu och Mito HollyHock. Han avslutade karriären 1998.